# Arytera nekorensis
Arytera nekorensis là một loài thực vật thuộc họ Sapindaceae. Đây là loài đặc hữu của New Caledonia.